# Rosebud (Texas)
Rosebud ist eine Stadt mit dem Status „City“ im Falls County des Bundesstaats Texas in den Vereinigten Staaten mit 1408 Einwohnern (2012).

## Geographie
Die Stadt liegt rund 35 Kilometer östlich von Temple und 50 Kilometer südöstlich von Waco. Der U. S. Highway 77 verläuft durch die westlichen Bezirke von Rosebud.

## Geschichte

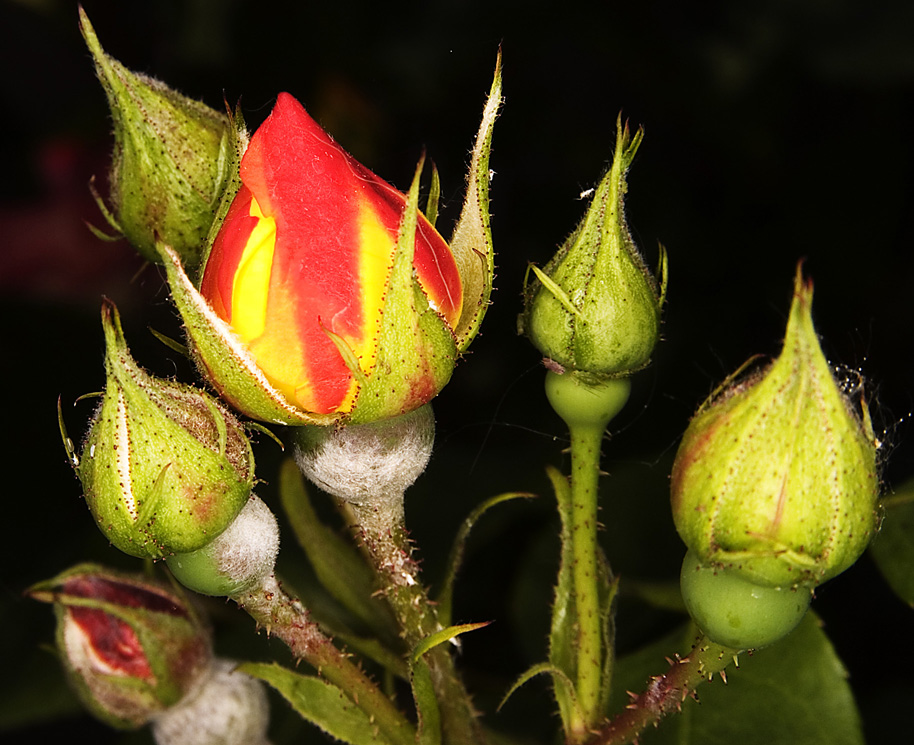
Rosebuds (Rosenknospen)

An der Stelle des heutigen Rosebud wurde 1884 ein Postamt gegründet. Die ersten Einwohner waren überwiegend Mormonen. Die Siedlung wurde 1887 jedoch durch einen Brand zerstört. Nach dem Wiederaufbau wollte der neue Poststellenleiter den Ort zu Ehren der Familie Mullins, die sich durch ihre schönen Rosenzüchtungen einen Namen gemacht hatten nun Mullins nennen. Da es in Texas aber bereits den Ort Mullin gab, wurde der Plan, um Verwechselungen zu vermeiden wieder aufgegeben. Um die typischen Rosengärten dennoch zu würdigen, wurde der Ort daraufhin Rosebud (Rosenknospe) genannt. Die offizielle Gründungsurkunde wurde am 7. November 1905 ausgestellt. Hauptlebensgrundlage der Einwohner war die Landwirtschaft. Auf dem fruchtbaren Boden wurden Baumwolle und Getreide angebaut, auch eine Baumwollspinnerei wurde betrieben. Nach der Weltwirtschaftskrise sank die Einwohnerzahl und es wurde noch in geringem Maße Weizen angebaut.
Heute ist Rosebud eine ruhige Wohngegend mit nach wie vor sehr schönen Rosengärten. Die Einwohner sind überwiegend in den umliegenden größeren Städten beschäftigt.

## Demografische Daten
Im Jahr 2012 wurde eine Einwohnerzahl von 1408 Personen ermittelt, was einer Abnahme um 5,7 % gegenüber dem Jahr 2000 entspricht. Das Durchschnittsalter lag zu diesem Zeitpunkt mit 42,1 Jahren deutlich oberhalb des Wertes von Texas, der 30,8 Jahre betrug. 11,5 % der heutigen Bewohner gehen auf Einwanderer aus Deutschland zurück.

## Söhne und Töchter der Stadt
- LaDainian Tomlinson (* 1979), American-Football-Spieler